# كارلوس فيلاسكيز
كارلوس فيلاسكيز (بالإنجليزية: Carlos Velásquez) (مواليد 4 أغسطس 1984) هو ملاكم أمريكي، مثّل بلاده في الألعاب الأولمبية الصيفية 2004.

## روابط خارجية
كارلوس فيلاسكيز على موقع بوكس ريك (الإنجليزية) (registration required)
- كارلوس فيلاسكيز على موقع أوليمبيديا (الإنجليزية)